# بات أوبراين (ممثل)
بات أوبراين (بالإنجليزية: Pat O'Brien)‏ هو ممثل أمريكي، ولد في 11 نوفمبر 1899 بميلواكي في الولايات المتحدة، وتوفي في 15 أكتوبر 1983 بسانتا مونيكا في الولايات المتحدة بسبب نوبة قلبية. من الجوائز التي نالها جائزة إيمي داي تايم ‏.

## أعمال

### أفلام
- (1931) الصفحة الأولى
- (1934) مشية المغازلة
- (1934) هنا تأتي البحرية
- (1958) الهتاف الأخير
- (1959) البعض يفضلونها ساخنة

## جوائز
- جائزة إيمي داي تايم [الإنجليزية]‏

## وصلات خارجية
- بات أوبراين على موقع IMDb (الإنجليزية)
- بات أوبراين على موقع الموسوعة البريطانية (الإنجليزية)
- بات أوبراين على موقع تيرنر كلاسيك موفيز (الإنجليزية)
- بات أوبراين على موقع أول موفي (الإنجليزية)
- بات أوبراين على موقع قاعدة بيانات برودواي على الإنترنت (الإنجليزية)
- بات أوبراين على موقع قاعدة بيانات الأفلام السويدية (السويدية)
- بات أوبراين على موقع إن إن دي بي (الإنجليزية)
- بات أوبراين على موقع ديسكوغز (الإنجليزية)
- بات أوبراين على موقع قاعدة بيانات الفيلم (الإنجليزية)